# Šóen Uemura
Šóen Uemura (japonsky 上村 松園, Uemura Šóen; 23. dubna 1875 Kjóto – 27. srpna 1949 Prefektura Nara) byl pseudonym umělkyně v japonské malbě období Meidži, Taišó a raného období Šówa. Její skutečné jméno bylo Cune Uemura. Byla známá především pro své bidžin-ga neboli obrazy krásných žen ve stylu nihonga, i když vytvořila řadu dalších prací na historická a tradiční témata. Během svého života v Japonsku získala mnoho ocenění; byla první ženou, která obdržela Řád kultury, a byla také přijata jako oficiální umělkyně císařské domácnosti, což byla pozice, kterou předtím oficiálně zastávala pouze jedna další žena. V roce 1949 zemřela na rakovinu pouhý rok poté, co obdržela Řád kultury.

## Životopis
Cune Uemura se narodila a vyrůstala v Kjótu, jako druhá dcera Taheie a Nakako. Její otec zemřel před jejím narozením a matka se znovu nevdala. Řídila rodinný obchod s čajem, kde si Cune odmala kreslila, čehož si všímali zákazníci. Ve dvanácti letech začala navštěvovat uměleckou školu v Kjótu, kde byla studentkou Šónena Suzukiho (1849–1918). Když Suzuki ze školy odešel, začala k němu docházet na soukromé lekce. V patnácti měl její obraz Šiki bidžin-zu úspěch v celostátní umělecké soutěži a dostala se do povědomí veřejnosti. Pod vedením Suzukiho zůstala až do roku 1893, kdy přešla na soukromou školu Beireie Kónoa, jehož styl byl ve srovnání se Suzukiho jemnější. Kóno zemřel v roce 1895 a Šóen Uemura si vybrala jako nového učitele jeho žáka Seihóa Takeučiho (1864–1942) a rozhodla se stát profesionální malířkou. V roce 1900 skončil její obraz Hanazakari na výstavě třetí, Takeučiho obraz pátý.

### Profesionální malířka
V roce 1902 se jí narodil nemanželský syn Nobutaró, což poškodilo její pověst. Otcem byl padesátiletý Šónen Suzuki, který měl vlastní rodinu a k Nobutaróovi se prvních čtrnáct let jeho života nehlásil. Šóen Uemura se věnovala malování a učení vlastních studentů a syna, který se později stal také umělcem, vychovávala převážně její matka. Z řady jejích děl zobrazujících krásné, urozené ženy bez emocí, při důstojných činnostech, vybočuje obraz Honó, na němž je záští zaslepená paní Rokudžó z Příběhu prince Gendžiho. Její šat zdobí pavučiny a její dlouhé vlasy se ztrácí v kimonu. Obraz namalovala pro celostátní výstavu Bunten v roce 1918, po smrti Suzukiho.
V 10. a 20. letech pracovala také na obrazech pro císařskou rodinu. Po uměleckém útlumu trvajícím do roku 1934, kdy její matka, několik let upoutána na lůžko, zemřela, namalovala pro celostátní výstavu obraz Ojako zobrazující matku s dítětem. Během druhé světové války malovala pracující ženy a v únoru 1945 se přestěhovala na venkov v provincii Nara, aby unikla bombardování Kjóta. V roce 1948 obdržela jako první žena japonský Řád kultury. Tuto cenu v roce 1984 získal i její syn Nobutaró, uměleckým jménem Šókó Uemura. Zemřela v roce 1949 na rakovinu plic.
Během svého života trpěla kvůli oddanosti umění samotou a byla jednou z mála malířek v Kjótu. Malovala tradičními barvami na hedvábí a po celý svůj tvůrčí život odmítala západní styl umění, který získával stále silnější vliv a modernismus.

## Galerie

Hanagatami, pomatená urozená dívka, 1915
Honó, žárlivá paní Rokudžó, 1918
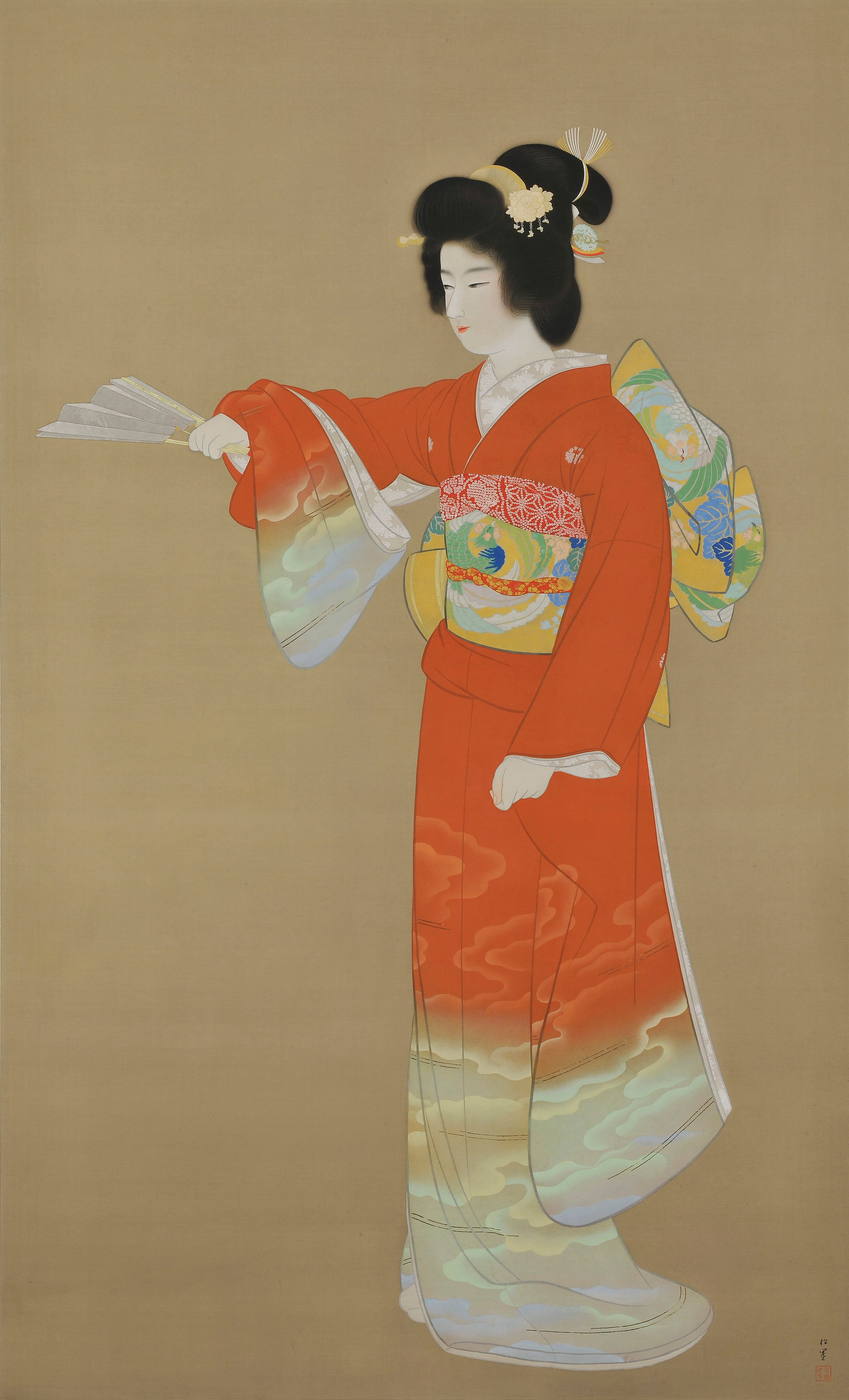
Džo-no-mai, tanečnice nó, 1936
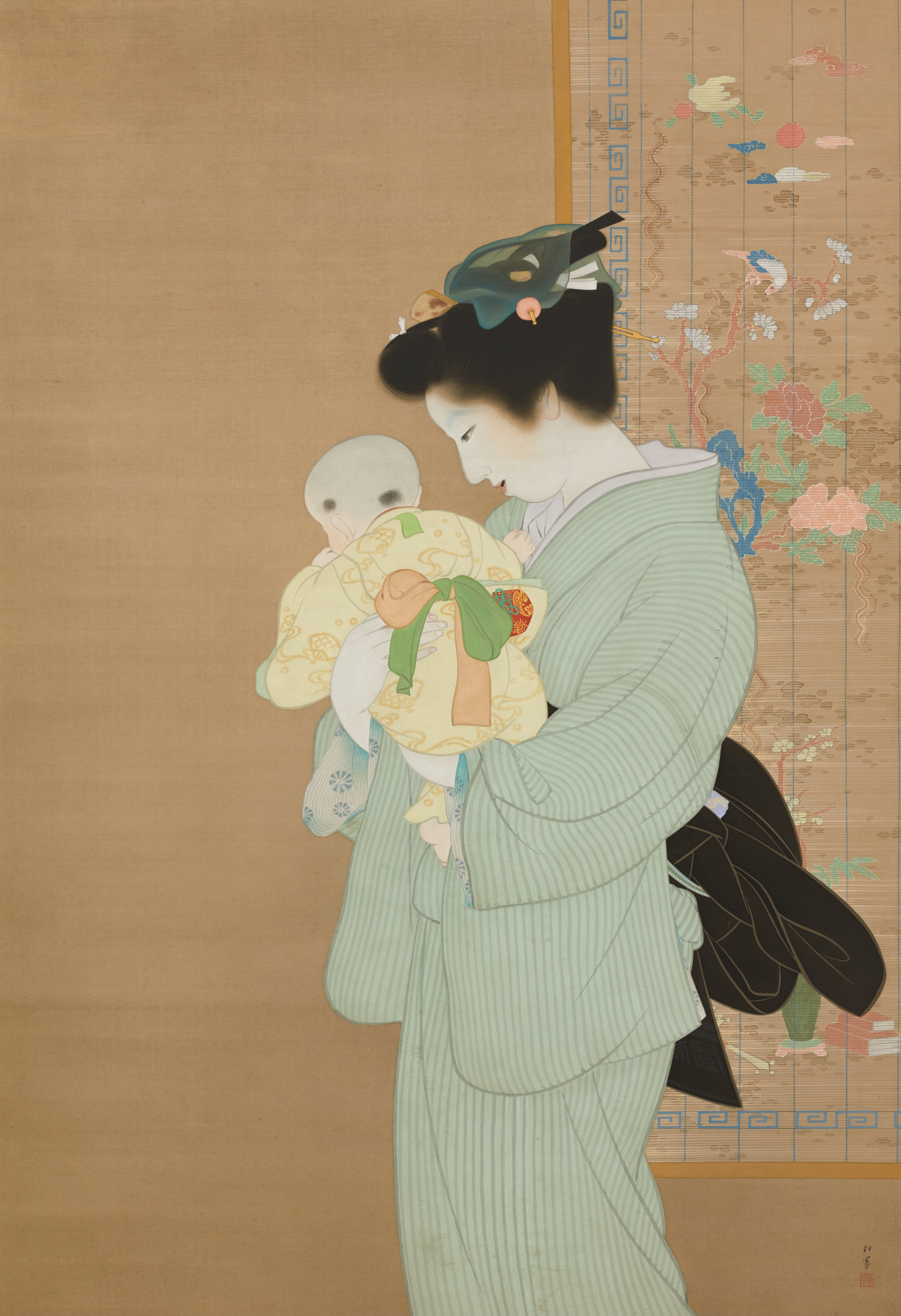
Ojako, matka s dítětem, 1934
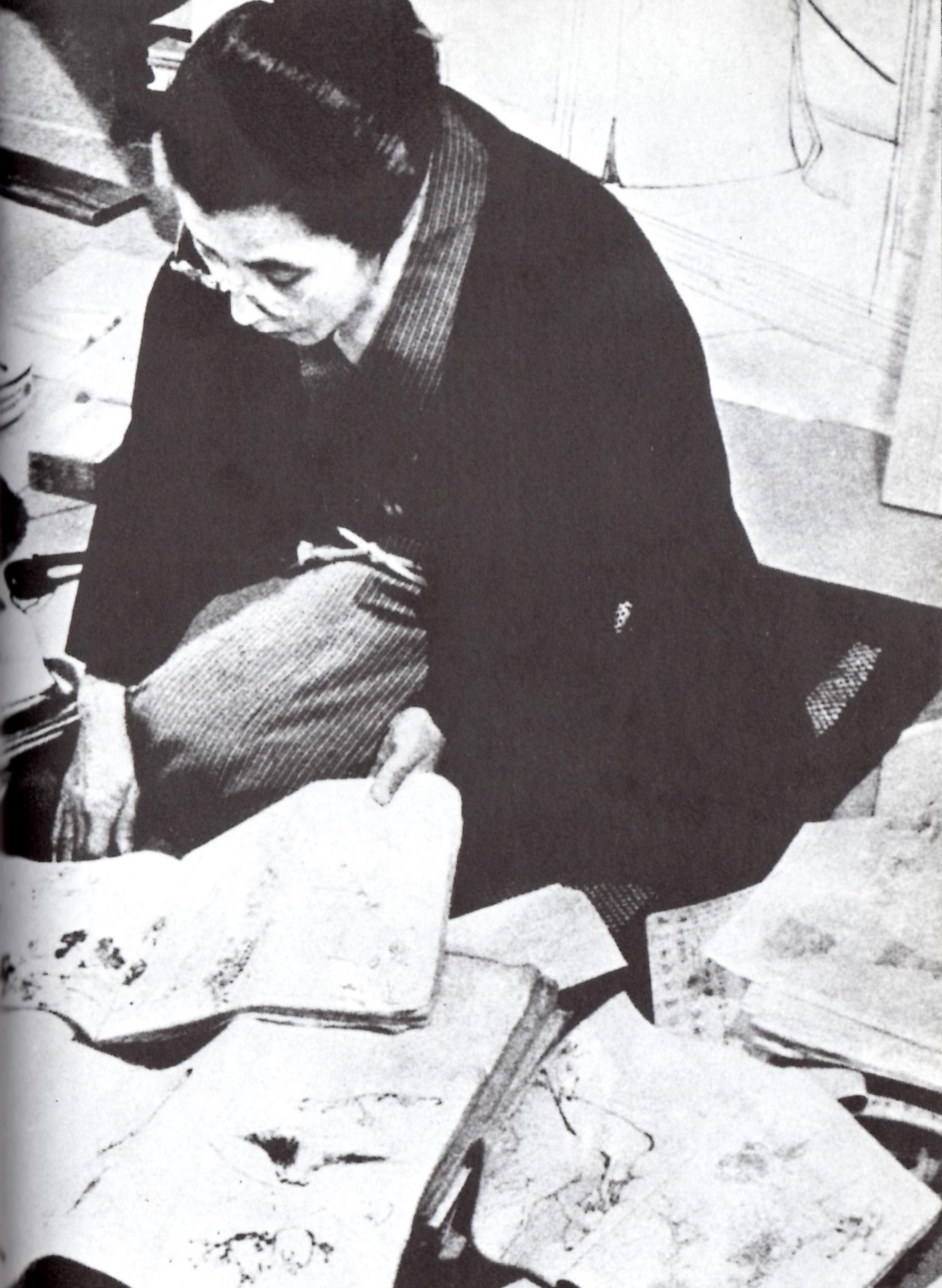
Uemura Šóen, fotografie Šigerua Tamury, 1942